# 朱峰 (台灣導演)
朱峰（3月23日—），台灣導演，曾任果陀文化傳播有限公司影視事業發展總監，2017年成立好星峰國際影業股份有限公司，從事影視製片、導演、編劇工作。

## 生平簡介
朱峰曾經歷中國廣播公司節目企劃、美商BBDO黃禾廣告媒體與文案、聯合報系視覺行銷、美商ASI CROP北美總部行銷經理等傳播業職務。
自美國回台後，2003年加入果陀劇場擔任行銷工作，然而拍攝電影的念頭不斷縈繞心中，故曾有一小段時間短暫離職。爾後，受到果陀劇場執行長林靈玉的邀請，重回果陀劇場，共同創立「果陀文化傳播有限公司」（「高思必得傳播有限公司」為其前身），擔綱影視事業發展總監。
2017年，成立好星峰國際影業股份有限公司，朝向電視劇、電影製作方向邁進。

## 經歷

### 導演

#### 微電影
- 2010年   伊甸基金會公益微電影《慢飛天使─同學會》[5]
- 2014年   伊甸基金會公益微電影《慢飛天使─入學通知單》[6]
- 2015年   兒福聯盟公益微電影《一起回家》[7]
- 2016年   兒福聯盟公益微電影《家的約定》[8]

#### 電影
- 2012年  《走出五月》[9][10][11][12][13]

#### 單元劇
- 2012年  緯來電視電影《双全》[14][15]
- 2013年  緯來電視電影《我叫侯美麗》[16][17]
- 2014年  公視人生劇展《黑暗中的笑臉》[18][19][20]
- 2020年  緯來電視電影《男盜女很賊》[21][22][23]
- 2021年  緯來電視電影《我叫梁山伯》[24][25][26]

#### 迷你劇集
- 2022年  東森戲劇台《額外旅程》[27]

#### 連續劇
- 2016年  芒果TV、江蘇衛視《那刻的怦然心動》 ( 聯合導演 )[28]
- 2017年  三立、東森綜合台《真情之家》( 聯合導演 ) ( 1-4集 )[29]
- 2018年  台視、東森綜合台《高塔公主》[30][31][32][33][34]
- 2019年  台視、東森綜合台《男神時代》[35]

### 製作人

#### 單元劇
- 2008年  緯來電視電影《黑道診所》[36]
- 2008年  緯來電視電影《美味賭王》[37][38]
- 2009年  公視人生劇展《顏色》
- 2012年  公視人生劇展《淑女之夜》[39][40]
- 2012年  緯來電視電影《親愛的我想告訴你》[41]
- 2013年  緯來電視電影《我的窮爸爸》[42]
- 2013年  緯來電視電影《我的富爸爸》[43]
- 2013年  緯來電視電影《我的明星爸爸》[44]
- 2014年  緯來電視電影《便利人生》[45]
- 2021年  緯來電視電影《我叫梁山伯》

#### 迷你劇集
- 2022年  東森戲劇台《額外旅程》[27]

#### 連續劇
- 2005年  TVBS情境喜劇《八星報喜》[46]
- 2016年  芒果TV、江蘇衛視《那刻的怦然心動》
- 2017年  三立、東森綜合台《真情之家》
- 2018年  台視、東森綜合台《高塔公主》
- 2019年  台視、東森綜合台《男神時代》

#### 綜藝節目
- 2007年  緯來育樂台《男人至上》

## 外部連結
- 朱峰的Facebook專頁
- 好星峰Facebook專頁